# Исполиновы котлы

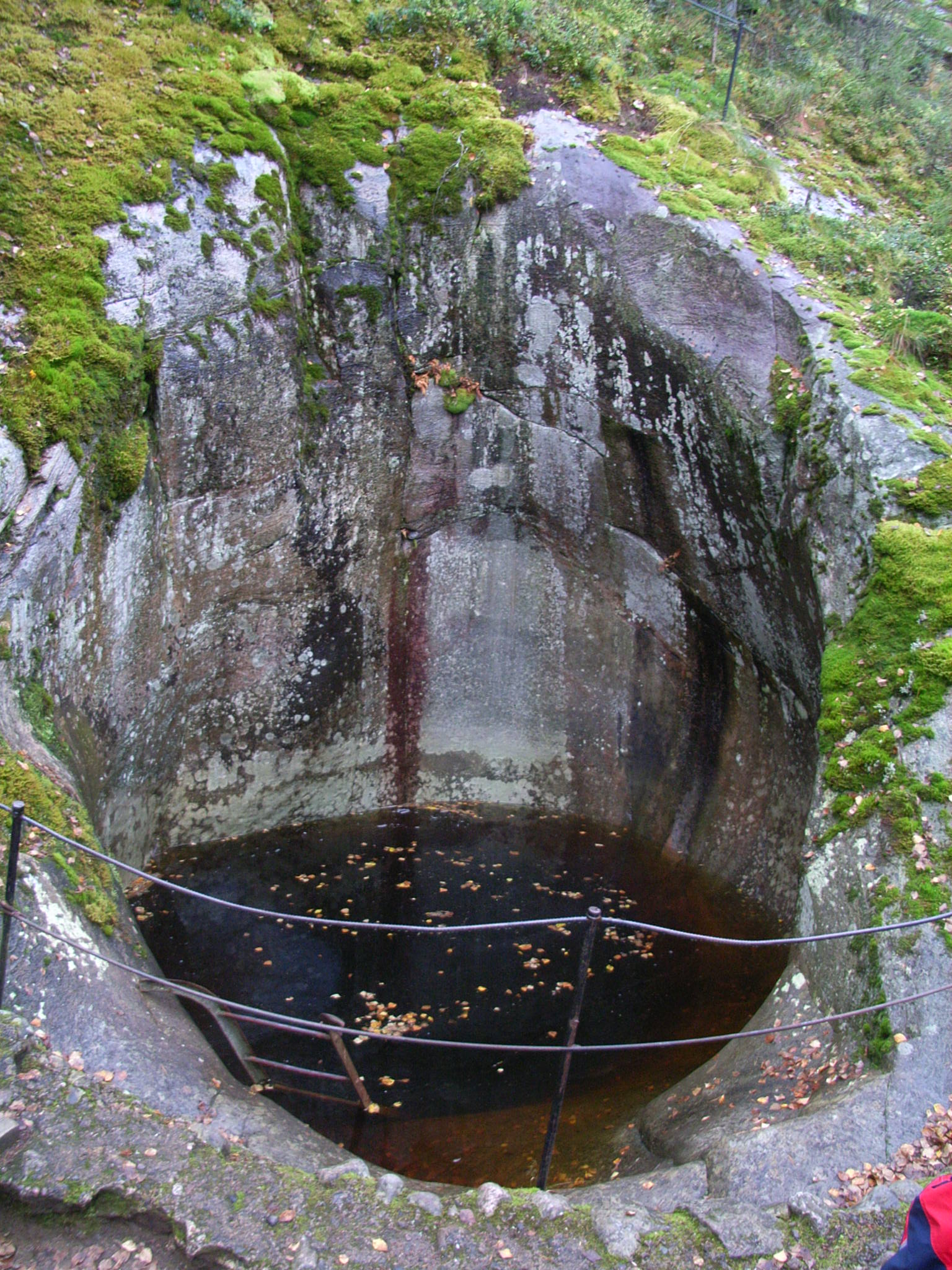
Исполинов котёл глубиной 10 м и диаметром 4 м, Аскола, Финляндия.

Исполи́новы котлы́ или эворзионные котлы — впадины, ямы в породе, выточенные турбулентным движением воды, движущимся обломочным материалом: валуны, гравий, и т. п.
Обычно образуются под водопадами, реже в зоне морского прибоя. Аналогичную природу имеют ледниковые котлы. Образованию исполинских котлов способствует расположение поблизости контакта пород различной прочности, вследствие чего обломки устойчивой к истиранию породы (граниты, гнейсы), попав в русло водотока, высверливают более мягкую породу. Нередки котлы в карстовых районах, где зачастую вода падает с вертикальных уступов, разрушая борта и подстилающую поверхность, сложенные мягкими и податливыми горными породами, например, известняками.